# 국유기업
국유기업(國有企業, State-owned enterprise, SOE)은 정부의 이익을 창출하고 민간 부문 기업의 독점을 통제하기 위해 국가 또는 지방 정부가 행정 명령이나 법률에 따라 설립하거나 국유화하는 정부 기관이다. 시민들에게 제품과 서비스를 저렴한 가격으로 제공하고, 정부 정책을 구현하며, 국가의 외딴 지역에 제품과 서비스를 제공한다. 중앙 정부나 지방 정부는 이러한 국유 기업에 대한 대부분의 소유권을 갖는다. 이러한 국유기업은 일부 국가에서 공공 부문 기업(public sector undertakings)으로도 알려져 있다. SOE의 특징은 뚜렷한 법적 형태와 재무 목표 및 개발 목표(예: 국유철도회사가 교통의 접근성을 높이고 정부를 위해 이익을 얻는 것을 목표로 할 수 있음)를 갖는 것이다. SOE는 재무 목표 및 발전 목표를 추구하기 위해 설립된 정부 기관이다.

## 같이 보기
- 협동조합주의
- 지도주의
- 국유화
- 공공단체
- 국유재산
- 국가자본주의